# Халтерт
Халтерт (на нидерландски: Haaltert) е селище в Северна Белгия, окръг Алст на провинция Източна Фландрия. Населението му е около 17 300 души (2006).